# Dortmund Wanderers

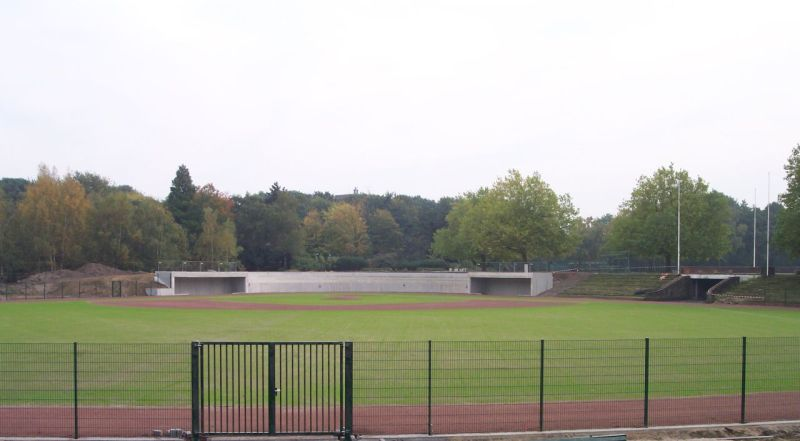
Ballground Hoeschpark in den Anfängen

Die Dortmund Wanderers sind ein Dortmunder Baseball- und Softballverein. Die erste Herrenmannschaft des Vereins spielt aktuell in der ersten Baseball-Bundesliga. Der Verein wurde 1989 im Ortsteil Aplerbeck gegründet. Heimspielstätte der Wanderers ist der neugestaltete Hoeschpark im Dortmunder Norden.
Im Jahre 2007 konnte das Team in den verschiedenen Klassen insgesamt fünf Meistertitel im Baseball und zwei Vizemeistertitel im Softball erringen. So gelang der ersten Mannschaft der Herren der Aufstieg in die 1. Bundesliga. Das Team der Damen erspielte sich das Aufstiegsrecht zur 1. Softball-Bundesliga, verzichtete jedoch.
Im Jahr 2009 gelang der ersten Mannschaft der Herren das Erreichen der Play-offs mit einem vierten Platz in der Bundesliga-Nord.
2023 verzichtete Dortmund auf den Startplatz in der Baseball-Bundesliga und startete in der 2. Bundesliga.

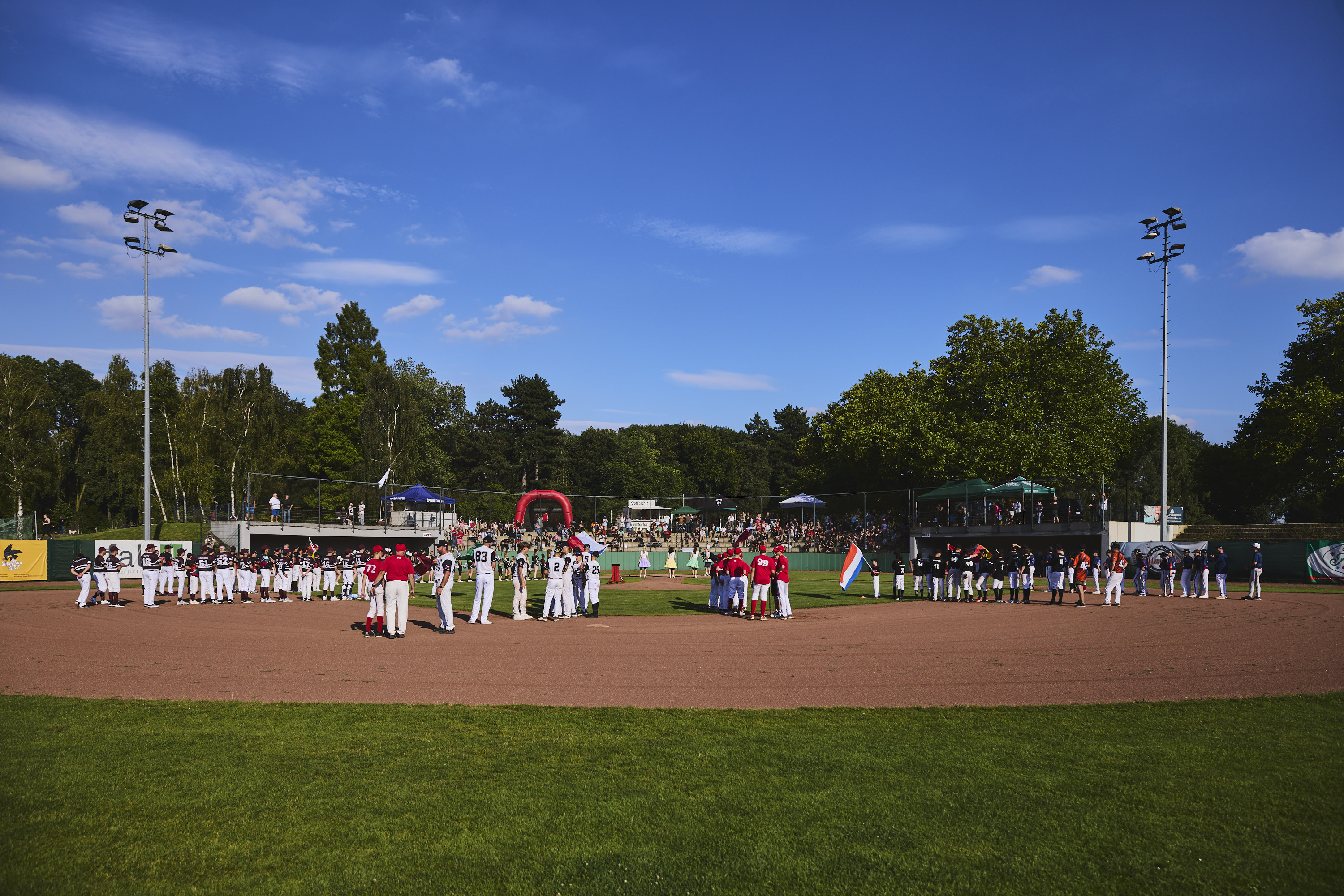

Im selben Jahr wurde erstmalig der U15 SuperCup ausgerichtet, einem internationalen viertägigen Baseball Turnier. Die Nationalmannschaften der Ukraine, Schweiz, Großbritannien und weitere hochrangige Teams waren zu Gast im Hoeschpark. Im Jahr 2024 wurde erneut das Turnier ausgerichtet und mit den Arabian Firebirds aus Katar kam erstmalig ein interkontinentales Team hinzu. 2025 wird der dritte interkontinentale SuperCup auf acht Teams ausgebaut und findet vom 4. bis 7. August 2025 auf dem Spielfeld der Dortmund Wanderers statt.